# Auguste Bravais
Auguste Bravais (Annonay, 1811. augusztus 23. – Le Chesnay, 1863. március 30.) francia fizikus, aki leginkább a kristályok rácselméletéről szóló munkájáról ismert. Sokirányú érdeklődésének köszönhetően azonban részletes tanulmányokat írt a földmágnesség, az északi fény, a meteorológia, a növényföldrajz, a csillagászat és a vízrajz témakörében is. A Bravais-rács, illetve a Spitzbergák egyik hegysége, a Bravaisberget is az ő nevét viseli.

## Életpályája
A párizsi Collège Stanislast elvégezve az École polytechnique hallgatója lett, ahol egy osztályba járt Évariste Galois-val. Doktori címét 1837-ben szerezte meg Lyonban. A felfedezések iránti érdeklődése a haditengerészetbe lépéshez vezette. 1841-ben csillagászatot kezdett tanítani Lyonban az egyetem természettudományi karán (Faculté des Sciences). 1844-ben a Francia Természettudományi Akadémia városban található Szépirodalmi és Művészeti Intézményének (Académie Royal des Sciences, Belles-Lettres et Arts de Lyon) tagja lett. 1845-ben az École polytechnique fizika professzorává nevezték ki Párizsba, ahol 1854-ben a Francia Természettudományi Akadémia földrajzi és hajózási szakosztályának tagja lett.
Bravais kristálytani munkásságának köszönhetően indulhatott meg a kristályok szabad szemmel látható formái és belső szerkezete közötti összefüggés vizsgálata. A rácsok sajtosságainak alapos tanulmányozását követően 1848-ban a rácspontok 14 lehetséges, egymástól különböző térbeli elrendeződését vezette le, s ezzel meghatározta a 14 Bravais-féle elemi cellát. 1866-ban az Études cristallographiques című munkájában kielemezte az elemi cellák mint poliéderek geometriáját.

## Művei
- Études cristallographiques (1866)